# Robin Söderling
Robin Bo Carl Söderling, född 14 augusti 1984 i Tibro, är en svensk tidigare professionell tennisspelare vars främsta meriter är två finalplatser i Franska öppna (2009 och 2010) samt en vinst i Masters 1000-turneringen i Paris 2010. I de två förstnämnda turneringarna besegrade han på sin väg till finalen de dåvarande världsettorna; år 2009 Rafael Nadal och 2010 Roger Federer.
Den 23 december 2015 meddelade Söderling att han tänkte avbryta sina planer på comeback – efter den körtelfeber han drabbats av 2011 – och att han därmed avslutade sin professionella tenniskarriär. 2019–2023 var Söderling kapten för det svenska Davis Cup-landslaget.

## Biografi
Den 10 oktober 2004 vann han ATP-titeln i Lyon och blev därmed den 27:e svensk hittills som vunnit en ATP- eller GP-titel i tennis. Finalen i Lyon var hans tredje final. 2005 vann Söderling herrsingeln i Milano. 

### 2008
2008 kom Söderling tillbaka till tennisen efter handledskada. Han fick en drömstart och tog sig fram till två finaler i rad - Rotterdam och Memphis. I finalerna förlorade han mot Michael Llodra respektive Steve Darcis. 
Hans första dubbeltitel kom i Båstad 2008 i par med Jonas Björkman efter att finalbesegrat Johan Brunström / Jean-Julien Rojer. Söderling och Björkman ställde upp i OS i Peking tillsammans, där de åkte ut i första omgången. I semifinalen i Båstad besegrade de det andra svenska OS-paret Thomas Johansson / Simon Aspelin.
I Stockholm Open har han nått final två gånger, 2003 och 2008.
I Lyon vann han sin totalt tredje ATP-titel i singel då han besegrade hemmahoppet Julien Benneteau i finalen. Titeln medförde att Söderling avancerade till plats 18 på rankingen, det bästa dittills för hans del. Veckan efter nådde Söderling andra omgången i Paris Masters, där han inte hade några poäng att försvara sedan förra året eftersom han inte medverkade, och avancerade därmed ytterligare till 17:e plats.

### 2009
I säsongsöppningen 2009 spelade Söderling i den nya turneringen Brisbane International, som är en sammanslagning av ATP-turneringen Next Generation Adelaide International och WTA-turneringen Mondial Australian Women's Hardcourts. I första omgången slog Söderling amerikanen Sam Querrey. I andra omgången besegrade han fransmannen Julien Benneteau. Söderling förlorade sedan kvarsfinalen mot tjecken Radek Stepanek.
I 2009 års Franska Öppna skrällde Söderling stort då han slog ut Rafael Nadal i åttondelsfinalen med 3-1 i set. Detta var Nadals första förlust någonsin i turneringen. I den följande kvartsfinalen besegrade han ryssen Nikolaj Davydenko med 3-0 i set. I semifinalen slog han chilenaren Fernando González med 3-2 i set. Den matchen var en riktig rysare där Söderling tappade en ledning på 2-0 i set till 2-2, och hade dessutom 4-1 mot sig i det avgörande femte. Trots det lyckades han vinna setet med 6-4 och därmed matchen. I finalen mötte han Roger Federer och förlorade med 3-0 i set. Söderling är den förste svensk som sedan hans tidigare tränare Magnus Norman 2000 nått finalen i Franska öppna.
Söderling vann i juli Swedish Open i Båstad, genom finalseger över argentinaren Juan Mónaco.
Söderling blev, sedan Roddick lämnat återbud, den förste svensk att komma med i ATP World Tour Finals, sedan hans tränare Magnus Norman gjorde detta år 2000 (Thomas Johansson fick spela ett par matcher 2002 som reserv). Detta tackade han för genom att inleda med att besegra både Rafael Nadal och Novak Djokovic i gruppspelet. Efter 1-2 i set förlust mot Nikolaj Davydenko var gruppsegern klar. I semifinalen mot Juan Martin Del Potro fick Söderling ge sig i tie-break i avgörande set, efter en riktigt underthållande och svängig match. Han avancerade en plats på rankingen och avslutade säsongen på karriärhögsta plats 8.
Söderling etablerade sig som en av världens bästa spelare och lyckats besegra nästan alla de stora. Ett enda spöke levde dock kvar för Söderling, 2009 års ATP World Tour mästare Roger Federer (som Söderling besegrade i 2010 års upplaga av Franska Öppna).
Söderling lyckades besegra Federer i uppvisningsturneringen i Abu Dhabi i december 2009.

### 2010
Söderling inledde säsongen med förlust i första omgången i Aircel Chennai Open i Indien mot den 99:e rankade amerikanen Robby Ginepri och han förlorade även i första omgången i Australiska öppna mot den 113:e rankade Marcel Granollers från Spanien. 14 februari vann Söderling sin femte ATP-titel genom finalseger i Rotterdams ATP-turnering mot ryssen Michail Juzjnyj.
Han följde upp turneringssegern med en semifinal i Indian Wells, årets första Masters 1000, och förlorade där mot Andy Roddick. Det var Söderlings första semifinal i en Masters 1000. Redan veckan därpå nådde han semifinal igen, i Miami, även den en Masters 1000. Där blev det förlust mot Tomáš Berdych.
I Söderlings första grusturnering för året (Barcelonas ATP 500) blev det finalförlust mot Fernando Verdasco. 
Den 1 juni besegrade Söderling världsettan Roger Federer i kvartsfinal i Franska öppna i Paris, hans första vinst mot Federer på tretton försök. Söderling vann därefter semifinalen mot tjecken Tomáš Berdych, efter att ha legat under med 2–1 i set. Han förlorade sedan finalen mot Rafael Nadal i tre raka set.
Söderling förlorade mot Rafael Nadal även i Wimbledonturneringens kvartsfinal i en tuff fyrsetsmatch. I Swedish Open förlorade han i finalen mot spanjoren Nicolas Almagro i en tresetsmatch, och lyckades därmed inte försvara titeln från ifjol. I september nådde Söderling kvartsfinal i US Open. Han besegrades där av Roger Federer i tre raka set.
I Stockholm Open nådde Söderling kvartsfinalen som han förlorade mot tysken och sedermera finalisten Florian Mayer. 
I november deltog Söderling i Paris-turneringen i Masters-serien BNP Paribas Masters. Trots en kraftig förkylning under inledningen av spelveckan presterade Söderling tennis på sin allra högsta nivå och nådde finalen. På vägen dit besegrade han spelare som Gilles Simon, Stanislas Wawrinka. I kvartsfinalen besegrade han Andy Roddick (7–5, 6–4) och i semifinalen fransmannen Michael Llodra. I finalen mötte han fransmannen Gaël Monfils som på vägen dit i semifinalen besegrat världstvåan Roger Federer. Söderling vann finalen med 6–1, 7–6(7–1). Han vann därmed sin första ATP World Tour Masters 1000 och övertog i och med segern fjärde plats på rankinglistan från Andy Murray.

### 2011
Söderling inledde 2011 med att vinna Brisbane; i finalen mötte han Andy Roddick och vann med 6-3 7-5. Söderling vann sedan sin åttonde ATP-seger i Rotterdam och försvarade därmed sin titel efter föregående årets vinst mot ryssen Michail Juzjnyj. Årets final vann han mot Jo-Wilfried Tsonga (6-3 3-6 6-3). Veckan efter vann han Marseille Open genom finalseger mot kroaten Marin Cilic. Han har till februari 2011 spelat in 9 265 260 US-dollar i prispengar, vilket motsvarar drygt 59 miljoner svenska kronor.
Söderling lyckades inte nå finalen i Franska Öppna, utan blev utslagen i kvartsfinalen. I Wimbledon nådde han tredje omgången, och lyckades då vända ett 0–2-underläge till vinst emot Lleyton Hewitt. I juli 2011 vann han Swedish Open. Efter Swedish Open drabbades Söderling av körtelfeber och har inte kunnat spela en match efter det.

### Senare år
Efter att körtelfebern hållit Söderling borta från tävlingspelande under flera års tid, meddelade han 2015 att hans karriär som tennisspelare var över.
2019 presenterades Robin Söderling som ny kapten för Sveriges Davis Cup-landslag, en tjänst han innehade till april 2023.

## Singelfinaler i Grand Slam-turneringar (2)

### Grand Slam – Finalförluster (2)
| År   | Mästerskap    | Finalmotståndare | Setsiffror    |
| 2009 | Franska öppna | Roger Federer    | 1–6, 6–7, 4–6 |
| 2010 | Franska öppna | Rafael Nadal     | 4–6, 2–6, 4–6 |

## ATP-titlar

### Singel (10)
- 2004 - Lyon

- 2005 - Milano
- 2008 - Lyon
- 2009 - Båstad
- 2010 - Rotterdam, Paris
- 2011 - Brisbane, Rotterdam, Marseille, Båstad

### Dubbel (1)
- 2008 - Båstad (med Jonas Björkman)